# Apocaulon
Apocaulon es un género con una sola especie (Apocaulon carnosum) de plantas de flores de la familia Rutaceae. 